# Ken Sema
Ken Nlata Sema (Norrköping, 30 settembre 1993) è un calciatore svedese di origine congolese, centrocampista o attaccante del Pafos e della nazionale svedese.

## Biografia
È fratello minore di Maic Sema, anche lui calciatore di ruolo centrocampista. I suoi genitori hanno lasciato la città congolese di Kinshasa nel 1987.

## Caratteristiche tecniche
È un esterno di centrocampo bravo a giocare a tutta fascia. Predilige giocare sulla sinistra, ma può essere anche adattato sull'out di destra. Forte fisicamente, dispone di ottima corsa, oltre a essere bravo in dribbling e a fornire assist ai compagni.

## Carriera

### Club
Così come il fratello Maic, anche Ken ha iniziato a giocare a calcio nel Sylvia, una squadra della città di Norrköping. Nel 2005 è entrato a far parte delle giovanili del principale club cittadino, l'IFK Norrköping.
Nel 2013, prima di riuscire ad effettuare il debutto ufficiale in prima squadra, è passato in prestito al Sylvia che in quell'anno militava in terza serie nel torneo di Division 1 Södra. L'anno successivo ha svolto un provino con il Ljungskile ed è stato tesserato con un contratto di tre anni. In due campionati di Superettan ha messo a segno 11 reti in 60 partite.
Il 5 gennaio 2016, dopo aver ottenuto lo svincolo dal Ljungskile, il giocatore è stato ufficializzato dall'Östersund, squadra appena promossa in Allsvenskan. La sua prima stagione personale nella massima serie si è conclusa con 23 presenze (16 da titolare) e 4 reti segnate. Fatturato simile anche l'anno successivo, con 4 gol realizzati in 24 partite giocate in campionato. Sema è stato tra gli artefici della scalata dell'Östersund verso palcoscenici prestigiosi, tanto da arrivare a segnare il gol del temporaneo 2-0 all'Arsenal a Londra nel ritorno dei sedicesimi di Europa League (gli svedesi hanno poi vinto 2-1).
Le sue buone prestazioni hanno indotto gli inglesi del Watford (militanti in Premier League) ad acquistarlo per una cifra che i media svedesi hanno quantificato in 20 milioni di corone.
Dopo 17 partite con 1 goal segnato (realizzato il 2 gennaio 2019, in occasione del 3-3 in trasferta contro il Bournemouth), il 22 agosto 2019 il club inglese lo cede in prestito annuale all'Udinese. L'esordio in massima serie con i friulani avviene subito tre giorni dopo, sostituendo Giuseppe Pezzella nei minuti finali della partita col Milan, vinta per 1-0. Il 3 novembre trova la prima marcatura in Serie A, nel successo per 3-1 in casa del Genoa.
A fine anno non viene riscattato dai friulani e fa ritorno al Watford.
Milita nel club inglese sino al 31 gennaio 2025, giorno in cui viene ceduto a titolo definitivo ai ciprioti del Pafos.

### Nazionale
Ken Sema è stato convocato per le Olimpiadi di Rio 2016, nella selezione olimpica che in quell'edizione era riservata ai giocatori nati a partire dal 1º gennaio 1993 (ad eccezione di tre fuoriquota).
Nel gennaio ha giocato un'amichevole ad Abu Dhabi con la nazionale maggiore, partita conclusa con una vittoria per 6-0. Si trattava tuttavia di una selezione sperimentale, poiché composta da giocatori provenienti dai soli campionati scandinavi. Nell'autunno 2017 ha ricevuto la prima convocazione vera e propria nella Nazionale maggiore del CT Janne Andersson, allenatore che lo conosceva sin dai tempi dell'IFK Norrköping.
In vista dei Mondiali 2018, Sema è stato fino all'ultimo in concorrenza per un posto nella lista dei 23 convocati del CT Andersson, il quale ha deciso però di preferirgli Marcus Rohdén. Tre anni invece viene convocato per gli europei.
L'11 ottobre 2024 ha realizzato la sua prima rete con la massima selezione svedese nel pareggio esterno in Nations League contro la Slovacchia (2-2).

## Statistiche

### Presenze e reti nei club
Statistiche aggiornate al 31 gennaio 2025.
| Stagione          | Squadra           | Campionato        | Campionato | Campionato | Coppe nazionali | Coppe nazionali | Coppe nazionali | Coppe continentali | Coppe continentali | Coppe continentali | Altre coppe | Altre coppe | Altre coppe | Totale | Totale |
| Stagione          | Squadra           | Comp              | Pres       | Reti       | Comp            | Pres            | Reti            | Comp               | Pres               | Reti               | Comp        | Pres        | Reti        | Pres   | Reti   |
| ----------------- | ----------------- | ----------------- | ---------- | ---------- | --------------- | --------------- | --------------- | ------------------ | ------------------ | ------------------ | ----------- | ----------- | ----------- | ------ | ------ |
| 2013              | Sylvia            | D1                | 22         | 4          | -               | -               | -               | -                  | -                  | -                  | -           | -           | -           | 22     | 4      |
| 2014              | Ljungskile        | S                 | 30+2       | 7          | CS              | 3               | 0               | -                  | -                  | -                  | -           | -           | -           | 35     | 7      |
| 2015              | Ljungskile        | S                 | 30         | 4          | CS              | 4+1             | 3+0             | -                  | -                  | -                  | -           | -           | -           | 35     | 7      |
| Totale Ljungskile | Totale Ljungskile | Totale Ljungskile | 60+2       | 11         |                 | 8               | 3               |                    | -                  | -                  |             | -           | -           | 70     | 14     |
| 2016              | Östersunds        | A                 | 23         | 4          | CS              | 3               | 0               | -                  | -                  | -                  | -           | -           | -           | 26     | 4      |
| 2017              | Östersunds        | A                 | 24         | 4          | CS              | 5               | 1               | UEL                | 11                 | 0                  | -           | -           | -           | 40     | 5      |
| gen.-giu. 2018    | Östersunds        | A                 | 11         | 0          | CS              | 5               | 0               | UEL                | 2                  | 1                  | -           | -           | -           | 18     | 1      |
| Totale Östersunds | Totale Östersunds | Totale Östersunds | 58         | 8          |                 | 13              | 1               |                    | 13                 | 1                  |             | -           | -           | 84     | 10     |
| 2018-2019         | Watford           | PL                | 17         | 1          | FACup+CdL       | 3+2             | 0+0             | -                  | -                  | -                  | -           | -           | -           | 22     | 1      |
| 2019-2020         | Udinese           | A                 | 32         | 2          | CI              | 1               | 0               | -                  | -                  | -                  | -           | -           | -           | 33     | 2      |
| 2020-2021         | Watford           | FLC               | 41         | 5          | FACup+CdL       | 1+1             | 0+1             | -                  | -                  | -                  | -           | -           | -           | 43     | 6      |
| 2021-2022         | Watford           | PL                | 18         | 0          | FACup+CdL       | 1+2             | 0+0             | -                  | -                  | -                  | -           | -           | -           | 21     | 0      |
| 2022-2023         | Watford           | FLC               | 40         | 5          | FACup+CdL       | 0+1             | 0+0             | -                  | -                  | -                  | -           | -           | -           | 41     | 5      |
| 2023-2024         | Watford           | FLC               | 29         | 1          | FACup+CdL       | 2+1             | 0+0             | -                  | -                  | -                  | -           | -           | -           | 32     | 1      |
| 2024-gen. 2025    | Watford           | FLC               | 14         | 0          | FACup+CdL       | 0+3             | 0+0             | -                  | -                  | -                  | -           | -           | -           | 17     | 0      |
| Totale Watford    | Totale Watford    | Totale Watford    | 159        | 12         |                 | 17              | 1               |                    | -                  | -                  |             | -           | -           | 176    | 13     |
| Totale carriera   | Totale carriera   | Totale carriera   | 331+2      | 37         |                 | 39              | 5               |                    | 13                 | 1                  |             | -           | -           | 385    | 43     |

### Cronologia presenze e reti in nazionale
| Cronologia completa delle presenze e delle reti in nazionale ― Svezia | Cronologia completa delle presenze e delle reti in nazionale ― Svezia | Cronologia completa delle presenze e delle reti in nazionale ― Svezia | Cronologia completa delle presenze e delle reti in nazionale ― Svezia | Cronologia completa delle presenze e delle reti in nazionale ― Svezia | Cronologia completa delle presenze e delle reti in nazionale ― Svezia | Cronologia completa delle presenze e delle reti in nazionale ― Svezia | Cronologia completa delle presenze e delle reti in nazionale ― Svezia |
| Data                                                                  | Città                                                                 | In casa                                                               | Risultato                                                             | Ospiti                                                                | Competizione                                                          | Reti                                                                  | Note                                                                  |
| --------------------------------------------------------------------- | --------------------------------------------------------------------- | --------------------------------------------------------------------- | --------------------------------------------------------------------- | --------------------------------------------------------------------- | --------------------------------------------------------------------- | --------------------------------------------------------------------- | --------------------------------------------------------------------- |
| 12-1-2017                                                             | Abu Dhabi                                                             | Svezia                                                                | 6 – 0                                                                 | Slovacchia                                                            | Amichevole                                                            | -                                                                     | 60’                                                                   |
| 7-1-2018                                                              | Abu Dhabi                                                             | Estonia                                                               | 0 – 1                                                                 | Svezia                                                                | Amichevole                                                            | -                                                                     | 64’                                                                   |
| 11-1-2018                                                             | Abu Dhabi                                                             | Svezia                                                                | 1 – 0                                                                 | Danimarca                                                             | Amichevole                                                            | -                                                                     | 60’                                                                   |
| 24-3-2018                                                             | Solna                                                                 | Svezia                                                                | 1 – 2                                                                 | Cile                                                                  | Amichevole                                                            | -                                                                     | 79’                                                                   |
| 27-3-2018                                                             | Craiova                                                               | Romania                                                               | 1 – 0                                                                 | Svezia                                                                | Amichevole                                                            | -                                                                     |                                                                       |
| 6-9-2018                                                              | Praga                                                                 | Austria                                                               | 2 – 0                                                                 | Svezia                                                                | Amichevole                                                            | -                                                                     | 67’                                                                   |
| 18-11-2019                                                            | Solna                                                                 | Svezia                                                                | 3 – 0                                                                 | Fær Øer                                                               | Qual. Euro 2020                                                       | -                                                                     | 65’                                                                   |
| 5-9-2020                                                              | Solna                                                                 | Svezia                                                                | 0 – 1                                                                 | Francia                                                               | UEFA Nations League 2020-2021 - 1º turno                              | -                                                                     | 88’                                                                   |
| 8-10-2020                                                             | Mosca                                                                 | Russia                                                                | 1 – 2                                                                 | Svezia                                                                | Amichevole                                                            | -                                                                     | 77’                                                                   |
| 31-3-2021                                                             | Solna                                                                 | Svezia                                                                | 1 – 0                                                                 | Estonia                                                               | Amichevole                                                            | -                                                                     | 61’                                                                   |
| 29-5-2021                                                             | Solna                                                                 | Svezia                                                                | 2 – 0                                                                 | Finlandia                                                             | Amichevole                                                            | -                                                                     | 66’                                                                   |
| 5-6-2021                                                              | Solna                                                                 | Svezia                                                                | 3 – 1                                                                 | Armenia                                                               | Amichevole                                                            | -                                                                     | 84’                                                                   |
| 5-9-2021                                                              | Solna                                                                 | Svezia                                                                | 2 – 1                                                                 | Uzbekistan                                                            | Amichevole                                                            | -                                                                     |                                                                       |
| 16-11-2022                                                            | Girona                                                                | Messico                                                               | 1 – 2                                                                 | Svezia                                                                | Amichevole                                                            | -                                                                     | 83’                                                                   |
| 16-6-2023                                                             | Solna                                                                 | Svezia                                                                | 4 – 1                                                                 | Nuova Zelanda                                                         | Amichevole                                                            | -                                                                     | 46’                                                                   |
| 9-9-2023                                                              | Tallinn                                                               | Estonia                                                               | 0 – 5                                                                 | Svezia                                                                | Qual. Euro 2024                                                       | -                                                                     |                                                                       |
| 12-9-2023                                                             | Solna                                                                 | Svezia                                                                | 1 – 3                                                                 | Austria                                                               | Qual. Euro 2024                                                       | -                                                                     |                                                                       |
| 16-11-2023                                                            | Baku                                                                  | Azerbaigian                                                           | 3 – 0                                                                 | Svezia                                                                | Qual. Euro 2024                                                       | -                                                                     |                                                                       |
| 5-9-2024                                                              | Baku                                                                  | Azerbaigian                                                           | 1 – 3                                                                 | Svezia                                                                | UEFA Nations League 2024-2025 - 1º turno                              | -                                                                     | 46’                                                                   |
| 8-9-2024                                                              | Solna                                                                 | Svezia                                                                | 3 – 0                                                                 | Estonia                                                               | UEFA Nations League 2024-2025 - 1º turno                              | -                                                                     | 63’                                                                   |
| 11-10-2024                                                            | Bratislava                                                            | Slovacchia                                                            | 2 – 2                                                                 | Svezia                                                                | UEFA Nations League 2024-2025 - 1º turno                              | 1                                                                     |                                                                       |
| 14-10-2024                                                            | Tallinn                                                               | Estonia                                                               | 0 – 3                                                                 | Svezia                                                                | UEFA Nations League 2024-2025 - 1º turno                              | -                                                                     | 84’                                                                   |
| 16-11-2024                                                            | Solna                                                                 | Svezia                                                                | 2 – 1                                                                 | Slovacchia                                                            | UEFA Nations League 2024-2025 - 1º turno                              | -                                                                     |                                                                       |
| 19-11-2024                                                            | Solna                                                                 | Svezia                                                                | 6 – 0                                                                 | Azerbaigian                                                           | UEFA Nations League 2024-2025 - 1º turno                              | -                                                                     |                                                                       |
| 22-3-2025                                                             | Lussemburgo                                                           | Lussemburgo                                                           | 1 – 0                                                                 | Svezia                                                                | Amichevole                                                            | -                                                                     | 46’                                                                   |
| 25-3-2025                                                             | Solna                                                                 | Svezia                                                                | 5 – 1                                                                 | Irlanda del Nord                                                      | Amichevole                                                            | 1                                                                     |                                                                       |
| 6-6-2025                                                              | Budapest                                                              | Ungheria                                                              | 0 – 2                                                                 | Svezia                                                                | Amichevole                                                            | -                                                                     | 40’ 63’                                                               |
| 10-6-2025                                                             | Solna                                                                 | Svezia                                                                | 4 – 3                                                                 | Algeria                                                               | Amichevole                                                            | 3                                                                     |                                                                       |
| Totale                                                                |                                                                       | Presenze                                                              | 28                                                                    |                                                                       | Reti                                                                  | 5                                                                     |                                                                       |

| Cronologia completa delle presenze e delle reti in nazionale ― Svezia olimpica | Cronologia completa delle presenze e delle reti in nazionale ― Svezia olimpica | Cronologia completa delle presenze e delle reti in nazionale ― Svezia olimpica | Cronologia completa delle presenze e delle reti in nazionale ― Svezia olimpica | Cronologia completa delle presenze e delle reti in nazionale ― Svezia olimpica | Cronologia completa delle presenze e delle reti in nazionale ― Svezia olimpica | Cronologia completa delle presenze e delle reti in nazionale ― Svezia olimpica | Cronologia completa delle presenze e delle reti in nazionale ― Svezia olimpica |
| Data                                                                           | Città                                                                          | In casa                                                                        | Risultato                                                                      | Ospiti                                                                         | Competizione                                                                   | Reti                                                                           | Note                                                                           |
| ------------------------------------------------------------------------------ | ------------------------------------------------------------------------------ | ------------------------------------------------------------------------------ | ------------------------------------------------------------------------------ | ------------------------------------------------------------------------------ | ------------------------------------------------------------------------------ | ------------------------------------------------------------------------------ | ------------------------------------------------------------------------------ |
| 5-8-2016                                                                       | Manaus                                                                         | Svezia olimpica                                                                | 2 – 2                                                                          | Colombia olimpica                                                              | Olimpiadi 2016 - 1º turno                                                      | -                                                                              | 78’                                                                            |
| 8-8-2016                                                                       | Manaus                                                                         | Svezia olimpica                                                                | 0 – 1                                                                          | Nigeria olimpica                                                               | Olimpiadi 2016 - 1º turno                                                      | -                                                                              | 62’ 79’                                                                        |
| 11-8-2016                                                                      | Salvador                                                                       | Giappone olimpica                                                              | 1 – 0                                                                          | Svezia olimpica                                                                | Amichevole                                                                     | -                                                                              | 72’                                                                            |
| Totale                                                                         |                                                                                | Presenze                                                                       | 3                                                                              |                                                                                | Reti                                                                           | 0                                                                              |                                                                                |

## Palmarès

### Club

#### Competizioni nazionali
- Coppa di Svezia: 1

Östersund: 2016-2017
- Campionato cipriota: 1

Pafos: 2024-2025